# Astegopteryx chinensis
Astegopteryx chinensis är en insektsart. Astegopteryx chinensis ingår i släktet Astegopteryx och familjen långrörsbladlöss. Inga underarter finns listade i Catalogue of Life.